# Tortura branca
Tortura branca, muitas vezes referida como tortura de sala branca, é um tipo de tortura psicológica que visa a completa privação sensorial e isolamento do prisioneiro. Um prisioneiro é mantido em uma cela que o priva de todos os sentidos e identidade. É particularmente usada no Irã; no entanto, também há evidências de seu uso pelos serviços de inteligência da Venezuela e dos Estados Unidos.

## Metodologia
Visualmente, o prisioneiro é privado de todas as cores. Sua cela é completamente branca: as paredes, o chão e o teto, assim como suas roupas e comida.  Tubos de néon são posicionados acima do ocupante de forma que nenhuma sombra apareça.
Auditivamente, a cela é à prova de som e livre de qualquer som, vozes ou interação social. Os guardas ficam em silêncio, usando sapatos acolchoados para evitar barulho. Os prisioneiros não podem ouvir nada além de si mesmos.
Em termos de paladar e olfato, o prisioneiro é alimentado com comida branca – classicamente, arroz sem tempero – para privá-lo desses sentidos. Além disso, todas as superfícies são lisas, roubando-lhes a sensação de toque.
Os detidos muitas vezes são mantidos por meses, ou mesmo anos. Os efeitos da tortura branca estão bem documentados em vários depoimentos. Normalmente, os prisioneiros se tornam despersonalizados ao perder a identidade pessoal por longos períodos de isolamento. Outros efeitos incluem alucinações ou mesmo surtos psicóticos.

## Uso

### Venezuela
De acordo com organizações de direitos humanos e outras ONGs, o Serviço Bolivariano de Inteligência (SEBIN) do governo venezuelano mantém presos políticos nos níveis inferiores da sede da SEBIN, que foi considerada por funcionários do governo "A Tumba". As celas são 2 por 3 metros com cama de cimento, paredes brancas e barreiras de segurança entre si para que não haja interação entre os presos. Tais condições fizeram com que os prisioneiros ficassem muito doentes, mas lhes era negado tratamento médico. Luzes brilhantes nas celas são mantidas acesas para que os prisioneiros percam a noção do tempo e a temperatura fique abaixo de zero, com os únicos sons ouvidos vindos dos trens próximos do Metrô de Caracas. Relatos de tortura em La Tumba, especificamente tortura branca, também são comuns, com alguns prisioneiros tentando cometer suicídio. Tais condições, de acordo com a ONG Justiça e Processo, são para fazer com que os presos se declarem culpados dos crimes de que são acusados.

## Alegações de uso

### Irã
No Irã, tortura branca (em persa: شكنجه سفيد) tem sido praticada em presos políticos. A maioria dos presos políticos que sofrem esse tipo de tortura são jornalistas detidos na prisão de Evin. "Amir Fakhravar, o prisioneiro iraniano do quarto branco, foi torturado [na prisão de Evin] por 8 meses em 2004. Ele ainda tem horrores sobre seus tempos no quarto branco." De acordo com Hadi Ghaemi, tais torturas em Evin não são necessariamente autorizadas diretamente pelo governo iraniano.
Um relatório da Anistia Internacional de 2004 documentou o uso de tortura branca em Amir Fakhravar pelos Guardas Revolucionários, o primeiro exemplo conhecido de tortura branca no Irã. Ele afirma que "suas celas não tinham janelas, e as paredes e suas roupas eram brancas. Suas refeições consistiam em arroz branco em pratos brancos. Para usar o banheiro, ele tinha que colocar um pedaço de papel branco embaixo da porta. Ele foi proibido de falar, e os guardas supostamente usavam sapatos que abafavam o som".

Kianush Sanjari, um blogueiro e ativista iraniano que foi torturado em 2006 relatou:
"Sinto que o confinamento solitário - que faz guerra contra a alma e a mente de uma pessoa - pode ser a forma mais desumana de tortura branca para pessoas como eu, que são presas apenas por (defender) os direitos dos cidadãos. Só espero que chegue o dia em que ninguém seja colocado em confinamento solitário [para puni-los] pela expressão pacífica de suas ideias."

### Estados Unidos
Os Estados Unidos foram acusados pela Anistia Internacional e outras organizações internacionais de direitos humanos de usar "isolamento extremo e privação sensorial... com detentos confinados em celas sem janelas... dias sem ver a luz do dia" juntamente com outras técnicas de tortura com a aprovação da Administração de George W. Bush sob o eufemismo "interrogatório aprimorado". A organização dos Advogados Democratas Europeus (EDL) acusou explicitamente os Estados Unidos de tortura branca: "Os direitos fundamentais são violados por parte dos Estados Unidos. Em Guantánamo, os prisioneiros são mantidos sob privação sensorial, ouvidos e olhos tapados, mãos e pés amarrados, mãos com luvas grossas, mantidos em jaulas sem qualquer privacidade, sempre observados, luz dia e noite: Isso é chamado de tortura branca." Rainer Mausfeld criticou a prática.